# 復興大臣政務官
復興大臣政務官（ふっこうだいじんせいむかん）は、復興庁を担当する大臣政務官。専任の定員はなく、他府省の大臣政務官に兼任させるものとされている（復興庁設置法10条1項、2項）。

## 歴代の復興大臣政務官
| 復興大臣政務官（復興庁） | 復興大臣政務官（復興庁）           | 復興大臣政務官（復興庁）                                | 復興大臣政務官（復興庁）                                | 復興大臣政務官（復興庁）                               | 復興大臣政務官（復興庁）                              | 復興大臣政務官（復興庁）       |
| 内閣                     | 内閣                               | 氏名                                                    | 氏名                                                    | 氏名                                                   | 氏名                                                  | 期間                           |
| ------------------------ | ---------------------------------- | ------------------------------------------------------- | ------------------------------------------------------- | ------------------------------------------------------ | ----------------------------------------------------- | ------------------------------ |
|                          | 野田 第1次改造                     | 吉田泉（財務大臣政務官兼任）                            | 津川祥吾（国土交通大臣政務官兼任）                      | 大串博志（内閣府大臣政務官兼任）                       | 郡和子（内閣府大臣政務官兼任）                        | 2012年1月13日 - 2012年6月4日   |
|                          | 第2次改造                          | 若泉征三（財務大臣政務官兼任）                          | 津川祥吾（国土交通大臣政務官兼任）                      | 大串博志（内閣府大臣政務官兼任）                       | 郡和子（内閣府大臣政務官兼任）                        | 2012年6月4日 - 2012年10月1日   |
|                          | 第3次改造                          | 金子恵美（内閣府大臣政務官兼任）                        | 加賀谷健（内閣府大臣政務官兼任）                        | 橋本清仁（国土交通大臣政務官兼任）                     | 郡和子（内閣府大臣政務官兼任）                        | 2012年10月1日 - 2012年12月26日 |
| 第2次安倍                | 第2次安倍                          | 亀岡偉民（内閣府大臣政務官兼任）                        | 島尻安伊子（内閣府大臣政務官兼任）                      | 長島忠美（農林水産大臣政務官兼任）                     | 徳田毅（国土交通大臣政務官兼任）                      | 2012年12月26日 - 2013年9月30日 |
| 第2次安倍                | 第2次安倍                          | 亀岡偉民（内閣府大臣政務官兼任）                        | 島尻安伊子（内閣府大臣政務官兼任）                      | 長島忠美（農林水産大臣政務官兼任）                     | 坂井学（国土交通大臣政務官兼任）                      | 2013年2月6日 - 2013年9月30日   |
| 第2次安倍                | 第2次安倍                          | 亀岡偉民（内閣府大臣政務官兼任）                        | 小泉進次郎（内閣府大臣政務官兼任）                      | 坂井学（国土交通大臣政務官兼任）                       | 福岡資麿（内閣府大臣政務官兼任）                      | 2013年9月30日 - 2014年9月3日   |
|                          | 改造内閣                           | 小泉進次郎（内閣府大臣政務官兼任）                      | 山本朋広 （文部科学大臣政務官、内閣府大臣政務官兼任）   | 岩井茂樹 （経済産業大臣政務官､内閣府大臣政務官兼任）   |                                                       | 2014年9月4日 - 2014年12月24日  |
| 第3次安倍                | 第3次安倍                          | 小泉進次郎（内閣府大臣政務官兼任）                      | 山本朋広 （文部科学大臣政務官、内閣府大臣政務官兼任）   | 岩井茂樹 （経済産業大臣政務官､内閣府大臣政務官兼任）   |                                                       | 2014年12月25日 - 2015年10月9日 |
|                          | 第1次改造                          | 高木宏壽（内閣府大臣政務官兼任）                        | 星野剛士 （経済産業大臣政務官、内閣府大臣政務官兼任）   | 豊田真由子 （文部科学大臣政務官､内閣府大臣政務官兼任） |                                                       | 2015年10月9日 - 2016年8月5日   |
|                          | 第2次改造                          | 田野瀬太道 （文部科学大臣政務官、内閣府大臣政務官兼任） | 井原巧 （経済産業大臣政務官、内閣府大臣政務官兼任）     | 務台俊介（内閣府大臣政務官兼任）                       |                                                       | 2016年8月5日 - 2017年3月10日   |
|                          | 第2次改造                          | 田野瀬太道 （文部科学大臣政務官、内閣府大臣政務官兼任） | 井原巧 （経済産業大臣政務官、内閣府大臣政務官兼任）     | 長坂康正（内閣府大臣政務官兼任）                       |                                                       | 2017年3月10日 - 2017年8月7日   |
|                          | 第3次改造                          | 新妻秀規 （文部科学大臣政務官、内閣府大臣政務官兼任）   | 平木大作 （経済産業大臣政務官、内閣府大臣政務官兼任）   | 長坂康正（内閣府大臣政務官兼任）                       |                                                       | 2017年8月7日 - 2017年11月2日   |
| 第4次安倍                | 第4次安倍                          | 新妻秀規 （文部科学大臣政務官、内閣府大臣政務官兼任）   | 平木大作 （経済産業大臣政務官、内閣府大臣政務官兼任）   | 長坂康正（内閣府大臣政務官兼任）                       |                                                       | 2017年11月2日 - 2018年10月4日  |
|                          | 第1次改造                          | 安藤裕（内閣府大臣政務官兼任）                          | 白須賀貴樹 （文部科学大臣政務官、内閣府大臣政務官兼任） | 石川昭政 （経済産業大臣政務官、内閣府大臣政務官兼任）  |                                                       | 2018年10月4日 - 2019年9月13日  |
|                          | 第2次改造                          | 藤原崇（内閣府大臣政務官兼任）                          | 青山周平 （文部科学大臣政務官、内閣府大臣政務官兼任）   | 中野洋昌 （経済産業大臣政務官、内閣府大臣政務官兼任）  |                                                       | 2019年9月13日 - 2020年9月18日  |
| 菅義偉内閣               | 菅義偉内閣                         | 吉川赳（内閣府大臣政務官兼任）                          | 三谷英弘 （文部科学大臣政務官、内閣府大臣政務官兼任）   | 佐藤啓 （経済産業大臣政務官、内閣府大臣政務官兼任）    |                                                       | 2020年9月18日 - 2021年10月6日  |
| 第1次岸田                | 第1次岸田                          | 宗清皇一（内閣府大臣政務官兼任）                        | 高橋はるみ （文部科学大臣政務官、内閣府大臣政務官兼任） | 岩田和親 （経済産業大臣政務官、内閣府大臣政務官兼任）  | 泉田裕彦 （国土交通大臣政務官、内閣府大臣政務官兼任） | 2021年10月6日 - 2021年11月11日 |
| 第2次岸田                | 第2次岸田                          | 宗清皇一（内閣府大臣政務官兼任）                        | 高橋はるみ （文部科学大臣政務官、内閣府大臣政務官兼任） | 岩田和親 （経済産業大臣政務官、内閣府大臣政務官兼任）  | 泉田裕彦 （国土交通大臣政務官、内閣府大臣政務官兼任） | 2021年11月11日 - 2022年8月12日 |
|                          | 第1次改造                          | 中野英幸（内閣府大臣政務官兼任）                        | 山本左近 （文部科学大臣政務官兼任）                     | 里見隆治 （経済産業大臣政務官、内閣府大臣政務官兼任）  | 西田昭二 （国土交通大臣政務官、内閣府大臣政務官兼任） | 2022年8月12日 - 2023年9月15日  |
| 第2次改造                | 平沼正二郎（内閣府大臣政務官兼任） | 山田太郎 （文部科学大臣政務官兼任）                     | 石井拓 （経済産業大臣政務官、内閣府大臣政務官兼任）     | 加藤竜祥 （国土交通大臣政務官、内閣府大臣政務官兼任）  | 2023年9月15日 - 2023年10月26日                        |                                |
| 第2次改造                | 平沼正二郎（内閣府大臣政務官兼任） | 本田顕子 （文部科学大臣政務官兼任）                     | 石井拓 （経済産業大臣政務官、内閣府大臣政務官兼任）     | 加藤竜祥 （国土交通大臣政務官、内閣府大臣政務官兼任）  | 2023年10月26日 - 2024年1月31日                        |                                |
| 第2次改造                | 平沼正二郎（内閣府大臣政務官兼任） | 本田顕子 （文部科学大臣政務官兼任）                     | 石井拓 （経済産業大臣政務官、内閣府大臣政務官兼任）     | 尾﨑正直 （国土交通大臣政務官、内閣府大臣政務官兼任）  | 2024年1月31日 - 2024年10月3日                         |                                |
| 第1次石破                | 第1次石破                          | 本田顕子 （文部科学大臣政務官兼任）                     | 竹内真二 （経済産業大臣政務官、内閣府大臣政務官兼任）   | 尾﨑正直 （国土交通大臣政務官、内閣府大臣政務官兼任）  | 2024年10月3日 - 2024年11月13日                        |                                |
| 第2次石破                | 第2次石破                          | 今井絵理子（内閣府大臣政務官兼任）                      | 竹内真二 （経済産業大臣政務官、内閣府大臣政務官兼任）   | 赤松健（文部科学大臣政務官兼任）                       | 国定勇人 （国土交通大臣政務官、内閣府大臣政務官兼任） | 2024年11月13日 - 現職          |